# Wspólnota administracyjna Mittleres Schwarzatal
Wspólnota administracyjna Mittleres Schwarzatal (niem. Verwaltungsgemeinschaft Mittleres Schwarzatal) – dawna wspólnota administracyjna w Niemczech, w kraju związkowym Turyngia, w powiecie Saalfeld-Rudolstadt. Siedziba wspólnoty znajdowała się w miejscowości Sitzendorf. Powstała 14 lipca 1993.
Wspólnota administracyjna zrzeszała jedenaście gmin wiejskich *Gemeinde):
1. Allendorf
2. Bechstedt
3. Döschnitz
4. Dröbischau
5. Mellenbach-Glasbach
6. Meura
7. Oberhain
8. Rohrbach
9. Schwarzburg
10. Sitzendorf
11. Unterweißbach

6 lipca 2018 gmina Wittgendorf została przyłączona do miasta Saalfeld/Saale i stała się tym samym jego dzielnicą.
1 stycznia 2019 wspólnota została rozwiązana. Gminy Dröbischau i Oberhain zostały przyłączone do miasta Königsee. Miasto Königsee pełni funkcję "gminy realizującej" (niem. "erfüllende Gemeinde") dla gmin Allendorf oraz Bechstedt. Gmina Mellenbach-Glasbach została przyłączona do nowo powstałego miasta Schwarzatal. Gminy Döschnitz, Meura, Rohrbach, Schwarzburg, Sitzendorf i Unterweißbach zostały przyłączone do nowo powstałej wspólnoty administracyjnej Schwarzatal.